# Серебряков, Борис Ефимович
Бори́с Ефи́мович Серебряко́в (18 августа 1941, Малгобек, Чечено-Ингушская АССР, РСФСР, СССР — 1971, Сызрань, Куйбышевская область, РСФСР, СССР) — советский серийный и массовый убийца, насильник и некрофил, действовавший в Куйбышеве (ныне Самара). Убил с особой жестокостью 9 человек, троим причинил тяжкие телесные повреждения.

## Биография

### Детство и юность
Борис Серебряков родился 18 августа 1941 года в Чечено-Ингушской АССР, в городе Малгобек. Кроме него в семье было ещё две сестры. Отец семейства рано умер и воспитанием детей занималась мать. С детства Серебряков проявлял преступные наклонности — обладая буйным характером и тягой к алкоголю, ввязывался в драки со случайными людьми, своими коллегами и родственниками, за что неоднократно задерживался правоохранительными органами. Серебряков также попадал в поле зрения милиции за нанесение телесных повреждений, кражи, поджоги, изнасилования, однако доказать его причастность не удавалось. В январе 1967 года, демобилизовавшись из рядов Советской армии, переехал в Куйбышев к своей сестре. Работал на Куйбышевском кабельном заводе рабочим.

### Убийства
4 сентября 1967 года Серебряков попытался изнасиловать Екатерину Харитонову — диспетчера в одном из куйбышевских трамвайных депо. Он ворвался в комнату дежурной в плавках и с ножом в руке. Женщина получила ножевые ранения в шею и руку, а Серебряков, испугавшись сопротивления, бежал.
Первые убийства Серебряков совершил в ночь с 27 на 28 апреля 1969 года. Проникнув через окно в одно из жилых помещений 24-комнатного одноэтажного общежития барачного типа, принадлежавшего заводу «Прогресс», в доме № 310 по улице Электрифицированной (ныне Литвинова), он убил ударами кирпичей Степана Зоркина, его 5-летнего сына Лёню и жену Марию. Изнасиловав мёртвую женщину, он забрал 135 рублей и поджёг одежду убитых. От пожара пострадали несколько комнат общежития. Подозрение пало на бывшего мужа Марии Зоркиной.
Следующее преступление Серебряков совершил год спустя. В ночь на 30 апреля 1970 года он, проникнув в квартиру дома № 167 на улице Аэрофлотской, избил хозяйку квартиры Екатерину Куцевалову и её дочь Ольгу обухом взятого с собой топора и начал насиловать мать, думая, что она мертва, но опомнившаяся дочь начала кричать, разбудила соседей, чем спугнула маньяка. Обе жертвы выжили.
В поисках жертв Серебряков ездил по городу на велосипеде «Украина». В ночь с 8 на 9 мая 1970 года Серебряков убил топором в доме № 40 на улице Чекистов в Зубчаниновке 70-летнюю хозяйку Прасковью Салову и её 30-летнюю квартирантку Нину Васильеву. Вскоре в милицию пришёл некто Тимофеев, сказавший, что он якобы совершил убийства. Проверка подтвердила, что Тимофеев оговорил себя.
После этого в Куйбышеве началась паника. В 1970 году в СССР должны были состояться выборы в Верховный Совет СССР. Жители отказывались пускать в свои квартиры агитаторов, даже в сопровождении сотрудников милиции, и впрямую заявляли: «Пока убийцу не поймаете, голосовать не будем».
В ночь с 4 на 5 июня 1970 года в доме № 26 на Подгорной улице в Октябрьском районе рядом с Загородным парком Серебряков зарубил топором семью Маломановых — отца, мать и двоих детей. После насилия над трупом хозяйки маньяк поджёг дом и скрылся на велосипеде.

### Арест
22 мая 1970 года была создана следственная бригада, которую возглавил генерал Игорь Иванович Карпец. Были усилены милицейские патрули на улицах, увеличено число дружинников. Возле одного из мест преступлений нашли ключ от велосипеда Серебрякова с клеймом Харьковского велосипедного завода. После этого особое внимание стали обращать на велосипедистов.
В 4 часа утра 8 июня 1970 года Серебрякова, выезжавшего на велосипеде из переулка на Аэропортовское шоссе, заметил дружинник Загфар Гайфуллин. Изначально подозрений Серебряков не вызывал, но, когда порыв ветра распахнул его плащ, у него стал виден топор. Началась погоня. Серебряков заскочил во двор частного дома № 244 по Электрифицированной улице и спрятался в уличном туалете. Дружинники вместе с разбуженным ими хозяином дома стали обыскивать двор. Один из дружинников (Виктор Кочанов) открыл туалет и получил сначала удар в лицо, потом кирпичом по голове. Серебряков побежал к железнодорожной платформе «Интернатная», вблизи которой в это время стоял грузовой поезд, состоящий из цистерн с мазутом. Серебряков залез на лесенку одной из цистерн и хотел уехать на поезде, но был замечен помощником машиниста и побежал на другую сторону железной дороги к асфальтовому заводу. Там он залез на дерево и с него спрыгнул на территорию завода «Прогресс», режимного предприятия. Сработала сигнализация, и вскоре Серебряков был задержан сотрудниками охраны завода, а затем доставлен в милицию. Арест маньяка состоялся за неделю до выборов. Сотрудник милиции, арестовавший маньяка, был повышен сразу на два звания — со старшего лейтенанта до майора.

### Следствие и суд
Отпечатки пальцев и группа крови Серебрякова совпали с соответствующими характеристиками убийцы, в комнате Серебрякова были обнаружены похищенные у убитых вещи. Вскоре он во всём признался. Судебно-психиатрическая экспертиза установила, что Серебряков психическими заболеваниями не страдает. Хотя у него были явные отклонения в поведении, это не стало препятствием для его привлечения к уголовной ответственности.
Во время судебного слушания люди, не поместившиеся в зал, заглядывали в окна — всем хотелось увидеть маньяка, в течение почти 1,5 лет державшего в страхе весь город. 16 сентября 1970 года Куйбышевский областной суд приговорил Бориса Серебрякова к смертной казни. Когда огласили приговор, присутствующие в зале зааплодировали, а сам Серебряков сказал: «Я ещё вернусь». Все прошения о помиловании были отклонены. В начале 1971 года смертный приговор в отношении Бориса Ефимовича Серебрякова был приведён в исполнение в Сызранской тюрьме.
За задержание особо опасного преступника и проявленные при этом мужество и отвагу в феврале 1971 года Указом Президиума Верховного Совета РСФСР были награждены медалью «За отличную службу по охране общественного порядка»: В. С. Косяков (лейтенант милиции), Н. И. Чеботарёв (младший лейтенант милиции), А. М. Серов (начальник отряда военизированной охраны завода «Прогресс»), Р. П. Краснощёкова (стрелок военизированной охраны завода «Прогресс»), З. Н. Гайфуллин (член добровольной народной дружины, рабочий моторостроительного завода имени Фрунзе), В. С. Кочанов (член добровольной народной дружины, инженер-конструктор завода «Прогресс»).

## В массовой культуре
- Документальный фильм «Ночная тварь» из цикла «Следствие вели» (2008)
- Документальный фильм «Хищник» из цикла «Легенды советского сыска» (2013)